# Magyar Írás (folyóirat, 1932–1937)
Magyar Írás csehszlovákiai magyar nyelvű irodalmi, művészeti és kritikai folyóirat 1932–1937 közt. Kiadási hely: Kassa, 1934-től Tornalja. Periodicitás: havonként.

## Irányvonal, munkatársak
A lap célja volt a kisebbségi kérdés reális megítélése és közelebb hozni egymáshoz a magyarországi és a szomszédos országok magyar íróit, a nacionalizmus erősödése miatt ezen célkitűzéseket az 1930-as évek közepétől már nem lehetett követni, így számos forrásértékű tanulmány jelent meg a magyar kisebbségi irodalmi és kulturális életről. A lap felelős szerkesztője a kárpátaljai Simon Menyhért (1897–1952), főszerkesztője Darkó István, 1935-től Szombathy Viktor. A kezdeti időszakban sokat dolgozott a lapnak Móricz Zsigmond, a romániai szerkesztő pedig Tamási Áron volt. További jeles erdélyi munkatárs: Szentimrei Jenő. Magyarországról a már említett Móriczon kívül Féja Géza, Móricz Virág, Sinka István, Szabó Pál.